# Giuseppe Ermini
Giuseppe Rufo Ermini (Roma, 20 luglio 1900 – Roma, 21 maggio 1981) è stato un politico e storico italiano.
Fu parlamentare, ministro della pubblica istruzione e Rettore dell'Università di Perugia dal 1945 al 1976.

## Biografia
Era membro, nelle liste della Democrazia Cristiana, dell'Assemblea Costituente. Deputato dalla I alla IV legislatura, nel 1954 è nominato Sottosegretario con delega allo spettacolo; in questo ruolo contribuisce a vietare la circolazione di numerosi film, in particolare sovietici e francesi. Nel 1972 viene eletto senatore.
Nel 1952 fonda il Centro italiano di studi sull'alto medioevo a Spoleto. A Ferentino fondò il Centro di Studi Internazionali che adesso porta il suo nome "Giuseppe Ermini", inaugurato il 10 marzo 1988.

## Onorificenze
È citato in un'epigrafe in lingua latina posta il 10 dicembre 1961 all'interno di palazzo Manzoni (Perugia).